# Базилика Емилия
Базилика Емилия (на латински: Basilica Aemilia) е разрушена днес базилика, която се е намирала в древни времена на Римския форум.
Имала е правоъгълна форма, с дължина 100 метра и се е състояла от 3 нефа. Построена е през 179 пр.н.е. от цензорите Марк Емилий Лепид и Марк Фулвий Нобилиор, и поради това в началото се наричала Basilica Aemilia et Fulvia. По-късно базилика е разширена от представители на рода на Емилиите (консула Марк Емилий Лепид през 78 пр.н.е.) и при император Август е възобновена. Възможно е зданието да базиликата да е служило за пазар, съдебна сграда или място за провеждане на граждански събрания. При пожар през 410 г. базиликата напълно изгаря.
Първите изследвания на мястото на руините започват през 1899 г. под ръководството на Джакомо Бони. През 30-те години на 20 век базиликата е разкопана и частично реставрирана.
- Реконструкция на базилика Емилия, 1905.
- Рисунка на руините, направена през 1480 от Джулиано да Сангало.
- Фасада на базиликата на римска монета от 61 пр.н.е.